# Campeonato Sudamericano Sub-20 de 1987
El XIII Campeonato Sudamericano Sub-20, se realizó en Colombia entre el 23 de enero y el 8 de febrero de 1987. Este torneo entregó dos cupos a la Copa Mundial de Fútbol Juvenil de 1987, que se realizó en Chile.

## Participantes
Participaron en el torneo nueve de los equipos representativos de las 10 asociaciones nacionales afiliadas a la Confederación Sudamericana de Fútbol, incluyendo a Chile que estaba clasificada automáticamente al Mundial como país sede. Venezuela no se presentó.
| Equipos participantes | Equipos participantes | Equipos participantes | Equipos participantes | Equipos participantes |
| --------------------- | --------------------- | --------------------- | --------------------- | --------------------- |
| Argentina             | Bolivia               | Brasil                | Chile                 | Colombia              |
| Ecuador               | Paraguay              | Perú                  | Uruguay               |                       |

## Sedes
| Ciudad    | Estadio                         | Capacidad |
| --------- | ------------------------------- | --------- |
| Armenia   | Estadio Centenario              | 29.000    |
| Cartago   | Estadio Santa Ana               | 7.000     |
| Manizales | Estadio Palogrande              | 16.000    |
| Pereira   | Estadio Hernán Ramírez Villegas | 30.313    |

## Resultados

### Primera fase

#### Grupo A
| Equipo    | Pts | PJ | PG | PE | PP | GF | GC | DIF |
| --------- | --- | -- | -- | -- | -- | -- | -- | --- |
| Argentina | 5   | 3  | 2  | 1  | 0  | 4  | 2  | 2   |
| Brasil    | 4   | 3  | 2  | 0  | 1  | 7  | 2  | 5   |
| Ecuador   | 3   | 3  | 1  | 1  | 1  | 2  | 3  | -1  |
| Perú      | 0   | 3  | 0  | 0  | 3  | 4  | 10 | -6  |

| Fecha                | Lugar     |           |                      | Resultado |                    |         |
| -------------------- | --------- | --------- | -------------------- | --------- | ------------------ | ------- |
| 23 de enero de 1987  | Pereira   | Brasil    | Bandera de Brasil    | 2:0       | Bandera de Ecuador | Ecuador |
| 24 de enero de 1987  | Armenia   | Argentina | Bandera de Argentina | 3:2       | Bandera de Perú    | Perú    |
| 26 de enero de 1987  | Pereira   | Argentina | Bandera de Argentina | 0:0       | Bandera de Ecuador | Ecuador |
| 28 de enero de 1987  | Manizales | Ecuador   | Bandera de Ecuador   | 2:1       | Bandera de Perú    | Perú    |
| 30 de enero de 1987  | Armenia   | Argentina | Bandera de Argentina | 1:0       | Bandera de Brasil  | Brasil  |
| 1 de febrero de 1987 | Armenia   | Brasil    | Bandera de Brasil    | 5:1       | Bandera de Perú    | Perú    |

#### Grupo B
| Equipo   | Pts | PJ | PG | PE | PP | GF | GC | DIF |
| -------- | --- | -- | -- | -- | -- | -- | -- | --- |
| Uruguay  | 8   | 4  | 4  | 0  | 0  | 10 | 3  | 7   |
| Colombia | 4   | 4  | 2  | 0  | 2  | 8  | 2  | 6   |
| Chile    | 4   | 4  | 2  | 0  | 2  | 9  | 9  | 0   |
| Paraguay | 4   | 4  | 2  | 0  | 2  | 7  | 9  | -2  |
| Bolivia  | 0   | 4  | 0  | 0  | 4  | 4  | 15 | -11 |

| Fecha                | Lugar     |          |                     | Resultado |                     |          |
| -------------------- | --------- | -------- | ------------------- | --------- | ------------------- | -------- |
| 24 de enero de 1987  | Cartago   | Chile    | Bandera de Chile    | 3:1       | Bandera de Bolivia  | Bolivia  |
| 25 de enero de 1987  | Pereira   | Colombia | Bandera de Colombia | 0:1       | Bandera de Uruguay  | Uruguay  |
| 27 de enero de 1987  | Cartago   | Paraguay | Bandera de Paraguay | 3:1       | Bandera de Bolivia  | Bolivia  |
| 27 de enero de 1987  | Armenia   | Uruguay  | Bandera de Uruguay  | 2:1       | Bandera de Chile    | Chile    |
| 29 de enero de 1987  | Armenia   | Chile    | Bandera de Chile    | 5:3       | Bandera de Paraguay | Paraguay |
| 29 de enero de 1987  | Pereira   | Colombia | Bandera de Colombia | 5:0       | Bandera de Bolivia  | Bolivia  |
| 31 de enero de 1987  | Manizales | Bolivia  | Bandera de Bolivia  | 2:4       | Bandera de Uruguay  | Uruguay  |
| 31 de enero de 1987  | Pereira   | Colombia | Bandera de Colombia | 0:1       | Bandera de Paraguay | Paraguay |
| 2 de febrero de 1987 | Manizales | Uruguay  | Bandera de Uruguay  | 3:0       | Bandera de Paraguay | Paraguay |
| 2 de febrero de 1987 | Armenia   | Colombia | Bandera de Colombia | 3:0       | Bandera de Chile    | Chile    |

### Fase final
| Equipo    | Pts | PJ | PG | PE | PP | GF | GC | DIF |
| --------- | --- | -- | -- | -- | -- | -- | -- | --- |
| Colombia  | 5   | 3  | 2  | 1  | 0  | 3  | 0  | 3   |
| Brasil    | 4   | 3  | 1  | 2  | 0  | 4  | 2  | 2   |
| Argentina | 2   | 3  | 1  | 0  | 2  | 5  | 7  | -2  |
| Uruguay   | 1   | 3  | 0  | 1  | 2  | 3  | 6  | -3  |

| Fecha                | Lugar   |           |                      | Resultado |                      |           |
| -------------------- | ------- | --------- | -------------------- | --------- | -------------------- | --------- |
| 4 de febrero de 1987 | Pereira | Colombia  | Bandera de Colombia  | 2:0       | Bandera de Argentina | Argentina |
| 4 de febrero de 1987 | Pereira | Uruguay   | Bandera de Uruguay   | 1:1       | Bandera de Brasil    | Brasil    |
| 6 de febrero de 1987 | Armenia | Colombia  | Bandera de Colombia  | 1:0       | Bandera de Uruguay   | Uruguay   |
| 6 de febrero de 1987 | Armenia | Brasil    | Bandera de Brasil    | 3:1       | Bandera de Argentina | Argentina |
| 8 de febrero de 1987 | Pereira | Argentina | Bandera de Argentina | 4:2       | Bandera de Uruguay   | Uruguay   |
| 8 de febrero de 1987 | Pereira | Colombia  | Bandera de Colombia  | 0:0       | Bandera de Brasil    | Brasil    |

| Colombia                       |
| Campeón Colombia Primer título |

## Cuadro Final
| # | Selección | Pts. | PJ | PG | PE | PP | GF | GC | Dif. |
| - | --------- | ---- | -- | -- | -- | -- | -- | -- | ---- |
| 1 | Colombia  | 9    | 7  | 4  | 1  | 2  | 11 | 2  | 9    |
| 2 | Brasil    | 8    | 6  | 3  | 2  | 1  | 11 | 4  | 7    |
| 3 | Argentina | 7    | 6  | 3  | 1  | 2  | 9  | 9  | 0    |
| 4 | Uruguay   | 9    | 7  | 4  | 1  | 2  | 13 | 9  | 4    |
| 5 | Chile     | 4    | 4  | 2  | 0  | 2  | 9  | 9  | 0    |
| 6 | Paraguay  | 4    | 4  | 2  | 0  | 2  | 7  | 9  | -2   |
| 7 | Ecuador   | 3    | 3  | 1  | 1  | 1  | 2  | 3  | -1   |
| 8 | Perú      | 0    | 3  | 0  | 0  | 3  | 4  | 10 | -6   |
| 9 | Bolivia   | 0    | 4  | 0  | 0  | 4  | 4  | 15 | -11  |

|  | Chile clasificado automáticamente al Mundial Sub-20 1987 como país sede |

## Clasificados alMundial Sub-20 Chile 1987
| Chile | Colombia | Brasil |
| ----- | -------- | ------ |